# Pterolophia collarti
Pterolophia collarti là một loài bọ cánh cứng trong họ Cerambycidae.